# Bishan
Bishan (en chino simplificado, 璧山区; pinyin, Bìshān qū) es un distrito urbano bajo la administración del municipio de Chongqing, en el centro de la República Popular China. Se ubica en las riveras del río Yangtsé. Su área es de 914 km² y su población total para 2010 fue más de 500 mil habitantes.

## Administración
Desde enero de 2014 el distrito de Bishan se divide en 5 pueblos que se administran en 6 subdistritos y 9 poblados.

## Historia
Bishan goza de una historia de 2.000 años.
- En el 316 a.c., Jiangzhou fue fundado aquí.
- En el 757, el condado Bishán fue establecido y administrado por Yuzhou.
- En el 1102, Bishan fue administrado por Gongzhou.
- En el 1189, Gongzhou fue promovido a Chongqingfu.
- En el 1259, el condado Bishan se fusionó con el condado Ba.
- En el 1483, el condado Bishan fue re-restablecido.
- En el 1662, el condado Bishan fue fusionado con el condado Yongchuan.
- En el 1729, el condado Bishan fue re-bautizado otra vez.
- En el 1914, el condado Bishan fue administrado por la provincia de Sichuan.
- En el 1997, el condado Bishan comenzó bajo la administración de Chongqing.

## Clima
La temperatura media anual del condado es de 18C, la precipitación es de 1231 mm y está libre de niebla por 337 días.